# What You’ve Done to Me
«What You've Done to Me» — победный сингл Саманты Джейд выигравшей в 4 сезоне The X Factor Australia. Он был выпущен 20 Ноября 2012, и стал лид-синглом из её дебютного одноименного альбома «Samantha Jade». «What You've Done to Me» был написан DNA Songs, Tania Doko и Jörgen Elofsson и был спродюсирован DNA Songs. «What You've Done to Me» стал лид-синглом к альбому с одноименным названием исполнительницы «Samantha Jade». Песня дебютировала на первой строчке ARIA Singles Chart и получила тройную платину от Australian Recording Industry Association (ARIA), с продажами в 210,000 копий. «What You`ve Done to Me» также добрался до 40 позиции в South Korea Gaon International Digital Chart.

## О песне
"What You've Done to Me" был написан David Musumeci, Anthony Egizii, Tania Doko и Jörgen Elofsson. Песня была спродюсирована Musumeci и Egizii более известных как DNA Songs . После победы на 4 сезоне The X Factor Australia, "What You've Done to Me" стал доступен для цифровой загрузки 20 Ноября 2012. На CD-дисках песня стала доступна 26 ноября 2012.

## Список композиций
- CD сингл / цифровая загрузка[2][3]

1. "What You've Done to Me" – 3:29

## Чарты и сертификации
| Чарты (2012)                     | Высшая позиция |
| -------------------------------- | -------------- |
| Австралия (ARIA)                 | 1              |
| South Korea (Gaon International) | 40             |

| Чарты (2012)                    | Позиция |
| ------------------------------- | ------- |
| ARIA Singles Chart              | 74      |
| Australian Artist Singles Chart | 8       |

| Чарты (2013)                    | Позиция |
| ------------------------------- | ------- |
| Australian Artist Singles Chart | 19      |

| Страна    | Выдан | Сертификация |
| --------- | ----- | ------------ |
| Australia | ARIA  | 3× Платина   |